# Malésia

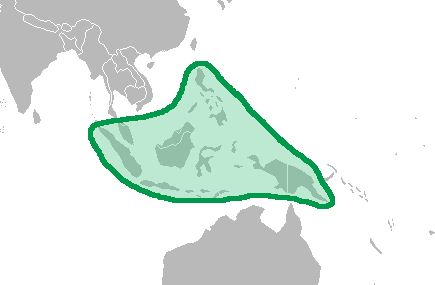
Malésia.

Malesia é uma região biogeográfica de clima equatorial situada entre a região Indomalaia e a Australásia. É também considerada uma região fitogeográfica ou reino florístico dentro da ecozona paleotropical. Esta região forma parte tanto da Ásia como da Oceania, e nela predominam os ecossistemas de selva equatorial.
A Malésia foi inicialmente identificada como uma região florística composta pela península de Malaca, Insulíndia, Nova Guiné e o arquipélago de Bismarck, com base na flora tropical compartilhada ou derivada especialmente da Ásia, mas também com numerosos elementos da flora australiana, incluindo as muitas espécies do sul, como as famílias de coníferas Podocarpaceae e Araucariaceae. Há coincidência com quatro regiões distintas de fauna de mamíferos.
Esta região florística é composta, por sua vez, pelas seguintes regiões biogeográficas:
- Sondalândia
- Filipinas
- Wallacea
- Oceania Próxima (equivalente a Melanésia ocidental)